# Podgora pri Zlatem Polju
Podgora pri Zlatem Polju je naselje v Občini Lukovica.